# Classification internationale des troubles du sommeil
La Classification internationale des troubles du sommeil a été établie par l'American Academy of Sleep Medicine et a été présentée dans le rapport Giordanella. Elle fait référence en matière de troubles du sommeil.

## Troubles du sommeil en relation avec la respiration

### Syndromes d’apnées centrales du sommeil
- Syndrome d’apnée centrale essentiel
- Syndrome d’apnée centrale de type Cheyne-Stokes
- Syndrome d’apnée centrale en relation avec une respiration périodique de l’altitude
- Syndrome d’apnée centrale en relation avec un problème médical autre qu’un Cheyne Stokes
- Syndrome d’apnée centrale dû à une drogue ou à une substance
- Syndrome d’apnée centrale essentiel de l’enfant

### Syndromes d’apnées obstructives du sommeil
- Syndrome d’apnée obstructive du sommeil de l’adulte
- Syndrome d’apnée obstructive du sommeil de l’enfant (pédiatrie)

### Syndromes d’hypoventilation / hypoxie du sommeil
- Hypoventilation alvéolaire du sommeil non obstructive, idiopathique
- Syndrome d’hypoventilation alvéolaire central congénital ou syndrome d'Ondine
- Syndromes d’hypoventilation / hypoxie du sommeil en relation avec une pathologie
- Syndromes d’hypoventilation / hypoxie du sommeil causée par une pathologie pulmonaire ou vasculaire
- Syndromes d’hypoventilation / hypoxie du sommeil causée par une obstruction respiratoire basse
- Syndromes d’hypoventilation / hypoxie du sommeil causée par une pathologie neuromusculaire ou thoracique

## Hypersomnies d'origine centrale
Non reliée à un trouble du rythme circadien, respiratoire ou une autre cause de trouble du sommeil nocturne
- Narcolepsie avec cataplexie
- Narcolepsie sans cataplexie
- Narcolepsie en relation avec un trouble médical
- Hypersomnie récurrente
  - Syndrome de Kleine-Levin
  - hypersomnie périodique menstruelle
- Hypersomnie idiopathique avec allongement du temps total de sommeil
- Hypersomnie idiopathique sans allongement du temps total de sommeil
- Syndrome d’insuffisance de sommeil comportemental
- Hypersomnie en relation avec un trouble médical
- Hypersomnie par une substance ou une drogue
- Hypersomnie non organique
- Hypersomnie non spécifique

## Troubles du rythme circadien du sommeil
- Syndrome de retard de phase
- Syndrome d’avance de phase
- Rythme veille-sommeil irrégulier
- Syndrome hypernycthéméral (ou syndrome libre cours)
- Franchissement de fuseaux horaires (jet lag)
- Travail posté
- En relation avec un trouble médical
- Autre non spécifié
- Par drogue ou substance

## Parasomnie
- Parasomnies par trouble de l'éveil en sommeil non REM
  - Eveil confusionnel
  - Somnambulisme
  - Terreur nocturne
- Parasomnies habituellement associées au sommeil REM
  - Troubles du comportement en sommeil paradoxal
  - Paralysie du sommeil isolées ou récurrentes
  - Cauchemar
- Autres parasomnies
  - Trouble dissociatif lié au sommeil
  - Énurésie
  - Catathrénie
  - Syndrome de la tête qui explose
  - Hallucinations liées au sommeil (Hallucinations hypnagogiques, hallucinations hypnopompiques)
  - Trouble du comportement alimentaire lié au sommeil
  - Autres parasomnies non spécifiées :
    - Trouble du comportement sexuel lié au sommeil (ou sexsomnie)
    - Overlap parasomnia

  - Parasomnie induite par une substance ou une condition médicale

## Mouvements en relation avec le sommeil
- Syndrome des jambes sans repos
- Syndrome des mouvements périodiques du sommeil
- Crampes musculaires en relation avec le sommeil
- Bruxisme du sommeil
- Rythmie du sommeil
- Non spécifiés
- En relation avec une drogue ou une substance
- En relation avec une pathologie

## Symptômes isolés
Apparemment normaux ou non expliqués
- Long dormeur
- Court dormeur
- Ronflement
- Somniloquie
- Clonies d’endormissement
- Myoclonies bénignes de l’enfant

## Autres troubles du sommeil
- Troubles du sommeil physiologique (organique)
- Autre trouble du sommeil non dû à une substance ou un état physiologique
- Trouble du sommeil environnemental
- Insomnie fatale familiale

## Appendice A
Troubles du sommeil associés à des pathologies classées ailleurs :
- Fibromyalgie
- Épilepsie du sommeil
- Céphalées du sommeil
- Reflux gastro-œsophagien du sommeil
- Ischémie coronarienne du sommeil
- Transpiration, laryngospasme, choc en relation avec le sommeil

## Appendice B
Autres troubles comportementaux et psychiques fréquemment rencontrés dans le diagnostic différentiel des troubles du sommeil :
- Troubles de l’humeur
- Troubles anxieux
- Trouble de somatisation
- Schizophrénie et autres psychoses
- Troubles de la personnalité diagnostiquée d’abord dans l’enfance ou l’adolescence